# Храм Николая Чудотворца Москворецкого
Храм Николая Чудотворца Москворецкого — православный храм, существовавший в Москве, в Китай-городе, у въезда на Москворецкий мост со стороны Красной площади.

## История
Первая деревянная церковь в честь Николая Угодника была построена на этом месте в XVI—XVII веках, у Москворецких ворот Китай-города. Каменная церковь появилась при царе Алексее Михайловиче Тишайшем, в 1651 году. В 1730 году впервые возведена тёплая церковь, а та, которая простояла до своих последних дней, была построена в 1832 году. Построили её прямо на фундаменте старого храма у въезда на Москворецкий мост.
Главным храмом в этой церкви считался престол Благовещения Пресвятой Богородицы. Сама же церковь святого Николая Чудотворца была возведена в качестве придела при нём. В 1857 году рядом была выстроена колокольня в виде отдельно стоящего здания.
В 1929 году храм Николая Чудотворца Москворецкого, в ряду многих, был упразднён советской властью. А в 1936—1937 году, когда началось строительство нового Москворецкого моста, был полностью разрушен вместе со всеми зданиями, которые находились на чётной стороне Москворецкой улицы — поскольку её адрес был: Москворецкая улица, д. 26.

### Фотогалерея

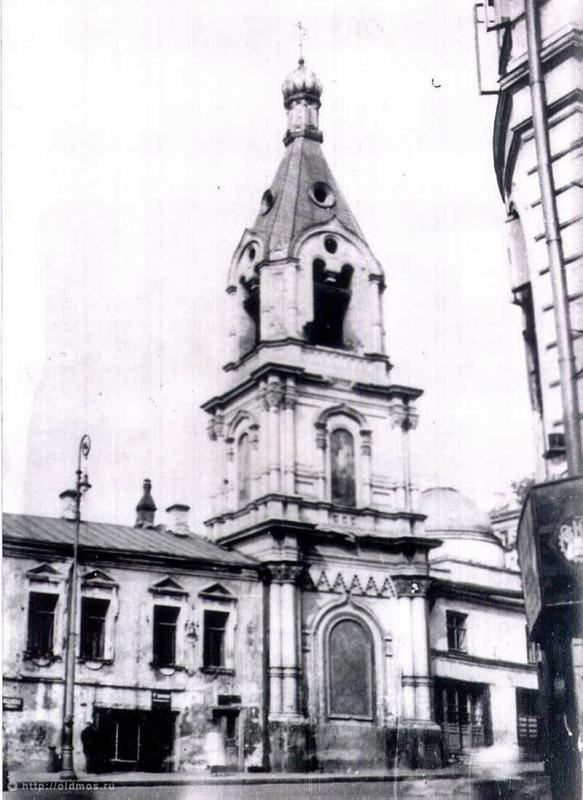
Колокольня Храма Николая Чудотворца Москворецкого. 1920-е годы.
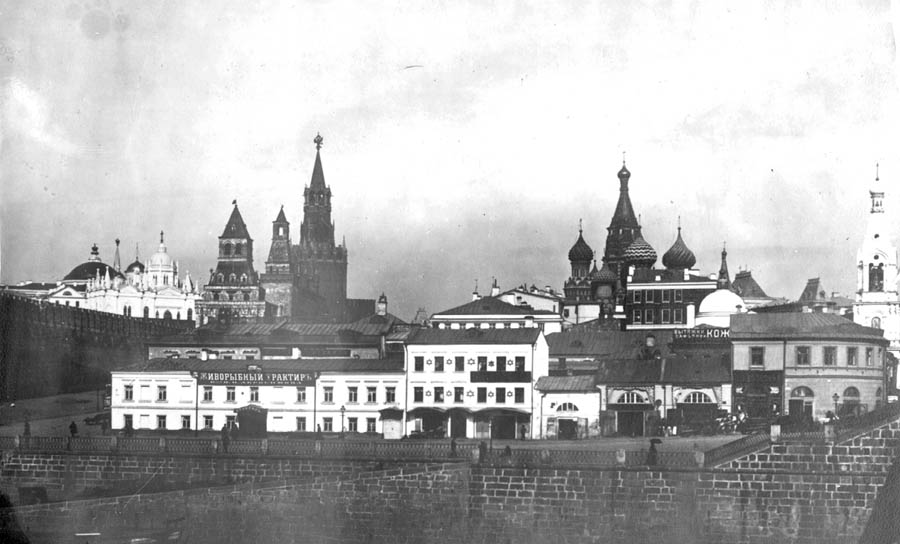
Москворечье в начале XX века. Справа — Храм Николая Чудотворца.

## Священники
- Петр Андреев (Никольский) — в 1780-е[1]
- Петр Иоакимов — в 1811[2], 1816[3], 1834[4]
- Петр Николаев Романовский — в 1850[5]
- Петр Алексеевич Смирнов — в 1900-е